# Autobuzele din București
Sistemul de autobuze este cel mai extensiv dintre toate metodele de transport în comun din București, asigurând 46% din numărul total de călătorii din 2007. După înființarea Asociației de Dezvoltare Intracomunitară pentru Transport Public București-Ilfov (TPBI), aceasta a delegat gestiunea liniilor de transport către patru operatori: STB, Serviciul de Transport Voluntari (STV), Ecotrans STCM (deținut de primăriile din Chitila și Mogoșoaia) și Regio Serv Transport Buftea. Dintre aceștia, STB operează toate liniile urbane, ceilalți operând doar linii regionale. Începând cu 2020 există o integrare tarifară între operatori, toate liniile având același tarif.
Parcul de autobuze al STB era de 1290 bucăți la sfârșitul anului 2007. În anul 2011 s-a dispus retragerea din circulație a autobuzelor vechi (fără a fi înlocuite), astfel că parcul circulant (la nivelul lunii martie) de autobuz într-o zi de lucru a devenit 836 vehicule pe liniile urbane și ~ 15 pe liniile preorășenești, autobuzele pentru linii urbane fiind exclusiv Mercedes Citaro. În luna februarie 2011, parcul circulant de autobuze într-o zi de lucru a fost 1099 unități.

## Istorie
În 1936, „Societatea Comunală pentru construcțiunea și exploatarea tramvaielor în București” obține exclusivitatea transportului în comun cu tramvaie și autobuze pentru București. Societatea avea la dispoziție 392 de autobuze construite la compania Leonida & Co, pe baza unor șasiuri Renault, Chevrolet și Henschel. 
În 2018, simultan cu transformarea RATB în societate comercială a fost înființat TPBI, care a preluat organizarea transportului public în București. În anul următor au fost oferite licențe de transport și celorlalți operatori (STV, SCTM, Regio Serv). 
Autobuzele, ca și troleibuzele, nu dispun de culoare de circulație rezervate și prin urmare viteza lor comercială este, mai ales în orele de vârf, foarte slabă (12 km/oră). Traseele și distanțele dintre stații, care până în anii 1970 permiteau călătorilor să se deplaseze din orice punct al orașului în oricare altul fără a fi nevoiți să meargă pe jos sute de metri sau chiar kilometri, au rămas, în ciuda cererilor și proiectelor din anii 1990, așa cum fuseseră modificate în "era luminoasă" a conducerii Ceaușescu, conform unei scheme care le permite călătorilor să vină din cartierele periferice spre anumite puncte din centru și înapoi, dar nu să circule în toate direcțiile prin oraș și cu atât mai puțin să-l traverseze.  

## Linii
În mai 2024 în București existau existau 85 linii regulate de autobuz (de la 100 la 399) ce deservesc destinații din Municipiul București, 3 linii temporare de autobuz (de la 600 la 699), precum și 30 rute regionale operate de STB, 39 de rute regionale operare de STV, 4 rute regionale operate de Ecotrans STCM și 2 rute regionale operate de Regio Serv Transport Buftea (de la 400 la 499) care oferă legături cu localitățile Micului Ilfov: 1 Decembrie, Bragadiru, Chitila, Clinceni, Chiajna, Dumitrana, Domnești, Dudu, Măgurele, Mogoșoaia, Otopeni, Olteni, Pruni,Popești-Leordeni, Roșu, Țegheș, Vârteju, Zurbaua. 

### Autobuze urbane (operate de STB)
- 100: Aeroport Henri Coandă Sosiri – Piața Unirii 2
- 101: Bucur Obor – Faur
- 102: C.F.R. Progresul – Complex Pantelimon
- 103: Isovolta – Pantelimon
- 104: Complex Pantelimon – Piata Operei
- 105: Șoseaua Nicolae Titulescu – Valea Oltului
- 106: Cartier Roșu – M Lujerului
- 112: C.F.R. Constantă – Complex Colosseum
- 116: Gara Progresul – Piața Sf. Vineri
- 117: Cartier Confort Urban – Piața Sf. Vineri
- 122: Pasaj Domnești – Piața 21 Decembrie 1989
- 123: C.E.Ț. Sud Vitan – Gară de Nord
- 125: Peco Silflor Move – Vulcan Berceni
- 135: C.E.Ț. Sud Vitan – C.F.R. Constantă
- 136: C.E.Ț. Vest Militari – Complex Apusului
- 137: Carrefour Militari – Piața 21 Decembrie 1989
- 138: Complex Militari – Dedeman Ghencea
- 139: Piața Leul – Zețarilor
- 141: Vulcan Berceni – Zețarilor
- 143: Arena Națională – Bucur Obor
- 162: Gară de Nord – Giulești Sârbi
- 163: Giulești Sârbi – Piata Operei
- 168: Piața Romană – Valea Ialomitei
- 178: Complex Apusului – Sala Palatului
- 182: Gară Basarab – Institutul Oncologic
- 185: Cimitirul Ghencea 3 – Ghencea
- 196: Gară Basarab – Piața Chirigiu
- 203: Cartier Greenfield – Piata Victoriei
- 205: M Straulesti – Piața Unirii 2
- 216: Piața Sudului – Zețarilor
- 220: Piata Rahova – Vulcan Berceni
- 221: C.E.Ț. Vest Militari – Dedeman Ghencea
- 222: Parcul Drumul Taberei – Pasaj Domnești
- 223: Cartier Rez. Splaiul Unirii – Univ. Creștină Dimitrie Cantemir
- 226: Depoul Alexandria – Piața Romană
- 227: Cartier Confort Urban – Depoul Alexandria
- 232: Platforma Comercială Arcade Berceni – Valea Ialomitei
- 241: Biserică Sfinții Brancoveni – Cartier Apărătorii Patriei
- 243: C.F.R. Constantă – Emil Racoviță
- 246: Metrou Nicolae Teclu – Pantelimon
- 253: Parcul Teilor – Spitalul Fundeni
- 261: Complex Băneasa – Piața Presei
- 282: Gară Basarab – Șoseaua Fundeni
- 301: Jolie Ville Băneasa – Piața Romană
- 304: M Straulesti – Piața Presei
- 311: Faur – Sala Palatului
- 312: Piața Unirii 1 – Platforma Comercială Arcade Berceni
- 322: Bd. Preciziei – Parcul Drumul Taberei
- 323: Piața Unirii 1 – Zețarilor
- 330: Complex Băneasa – Parcul Teilor
- 331: Cartier Dămăroaia – Piața Romană
- 331B: Petrom City – Piața Romană
- 335: Complex Băneasa – Faur
- 343: Cartier Henri Coandă – Fundeni
- 368: Piața Romană – Valea Oltului
- 381: Clăbucet – Piața Reșița
- 382: Baicului – Escalei
- 385: Piața Sf. Vineri – Valea Oltului
- 605: Aeroport Băneasa – Piața Sfântă Vineri
- 636: Bd. Dimitrie Pompeiu – Șoseaua Colentina
- 637: Bd. Chișinău – M Republică
- 642: Piața Presei – Vasile Pârvan
- 686: Cartier Pajura – Clăbucet

### Autobuze regionale (operate de STB)
- 421: Cornetu – Ghencea
- 422: Dârvari – Ghencea
- 423: Ghencea – Teghes
- 424: Clinceni – Ghencea
- 425: Ghencea – Ordoreanu
- 426: Ghencea – Pruni
- 431: Dârvari – Valea Cascadelor
- 432: Valea Cascadelor – Zurbaua
- 433: Dragomirești Deal – Valea Cascadelor
- 434: Chiajna-Stelelor – M Lujerului
- 436: M Straulesti – Oraș Buftea
- 441: Ostratu – Piața Presei
- 441B: Piața Presei – Tamasi
- 442: Piața Presei – Therme București
- 443: Periș – Piața Presei
- 443B: Periș Sat – Piața Presei
- 444: Piața Presei – Piscu
- 446: Gruiu-Lipia – Piața Presei
- 447: Gruiu-Lipia – Piața Presei
- 447B: Micsunestii Mari – Piața Presei
- 448: Moara Vlasiei – Piața Presei
- 464: Depoul Alexandria – Varteju
- 465: 1 Decembrie – Piața Eroii Revoluției
- 477: Piața Presei – Sitaru
- 478: Bd. Preciziei – Chiajna-Militari
- 482: Bragadiru Diamantului – Școala Gimnazială nr. 1
- 483: Chiajna-Stelelor – M Lujerului
- 484: Bragadiru Diamantului – Ghencea
- 484B: Bragadiru Diamantului – Depoul Alexandria
- 485: Bragadiru Diamantului – Parcul Drumul Taberei
- 487: Bd. G-ral Paul Teodorescu – ELI-NP Măgurele

### Autobuze regionale (operate de STV)
- 403: Piața Presei – Vadu Anei
- 405: Metrou Nicolae Teclu – Spital Bălăceanca
- 406: Caldararu – Pantelimon
- 407: Pantelimon – Sat Poștă
- 408: Manolache – Metrou Nicolae Teclu
- 409: Bucur Obor – Merii Petchii
- 409B: Bucur Obor – Crizantemelor
- 411: Bucur Obor – Gagu
- 412: Bucur Obor – Maineasca
- 413: Bucur Obor – Șindrilita
- 416: M Pipera – Strada Gării Pantelimon
- 417: Bucur Obor – Pitească
- 418: Copaceni – Piața Eroii Revoluției
- 419: Bumbăcăria Jilava – Piața Eroii Revoluției
- 420: Piața Eroii Revoluției – Vidra
- 427: Dârăști – Ghencea
- 428: C.f.r. Progresul – Ghencea
- 438: Piața Sudului – Vidra
- 439: Danubiana – Piața Sudului
- 440: Leordeni – Piața Sudului
- 449: Dimieni – M Aurel Vlaicu
- 450: Complex Băneasa – M Pipera
- 451: Pantelimon – Tanganu
- 452: Islaz – Pantelimon
- 454: Fermă Pantelimon – Pantelimon
- 455: Bd. Basarabia – Victor Dumitrescu
- 457: Pantelimon – Pitească
- 458: Brănești – Pantelimon
- 459: M Aurel Vlaicu – Tunari (1 Decembrie)
- 460: M Republică – Pod Cfr Ștefănești
- 461: Pod Cfr Afumați – Șoseaua Ștefan Cel Mare
- 467: Bucur Obor – Pod Cfr Afumați
- 468: Bucur Obor – Gagu
- 468B: Bucur Obor – Sitaru
- 472: Cernica – Metrou Nicolae Teclu
- 473: Complex Băneasa – Strada Gării Pantelimon
- 475: Berceni – Piața Sudului
- 479: Agropol – Piața Sudului
- 488: Elisabeta Rizea – M Pipera

### Autobuze Regionale (operate de Ecotrans STCM)
- 429: Pasaj Cfr Chitila – Valea Cascadelor
- 470: Complex Colosseum – Tudor Arghezi
- 476: M Straulesti – Pasaj Cfr Chitila
- 481: Bragadiru Diamantului – Școala Gimnazială Nr. 1

### Autobuze Regionale (operate de Regio Serv Transport Buftea)
- 462: Primăria Chitila – Studiourile Buftea
- 466: Primăria Chitila – Studiourile Buftea

### Autobuze nocturne (operate de STB)
- N1: Bd. Banu Manta – Romprim
- N10: Bd. Banu Manta – Romprim
- N101: Piața Unirii 2 – Valea Oltului
- N102: Pantelimon – Piața Unirii 2
- N103: Institutul Oncologic – Piața Unirii 2
- N104: Faur – Piata Unirii 4
- N105: Piata Unirii 4 – Vulcan Berceni
- N106: Piața Unirii 2 – Turnu Măgurele
- N107: C.F.R. Progresul – Piata Unirii 4
- N108: Pasaj Colentina – Piața Unirii 2
- N109: M Republică – Piața Unirii 2
- N110: Cartier Giulești – Piața Unirii 2
- N111: Metrou Nicolae Teclu – Piata Unirii 4
- N112: Piața Reșița – Piata Unirii 4
- N113: Mezes – Piața Unirii 2
- N114: Autobaza Alexandria – Piața Unirii 2
- N115: Colegiul Tehnic Iuliu Maniu – Piața Unirii 2
- N116: Piața Unirii 2 – Valea Ialomitei
- N117: M Straulesti – Piața Unirii 2
- N118: Piața Unirii 2 – Zețarilor
- N119: Complex Băneasa – Piața Unirii 2
- N120: Piața Unirii 2 – Șoseaua Fundeni
- N121: Piața Unirii 2 – Valea Argeșului
- N122: Pantelimon – Piata Unirii 4

## Parc auto

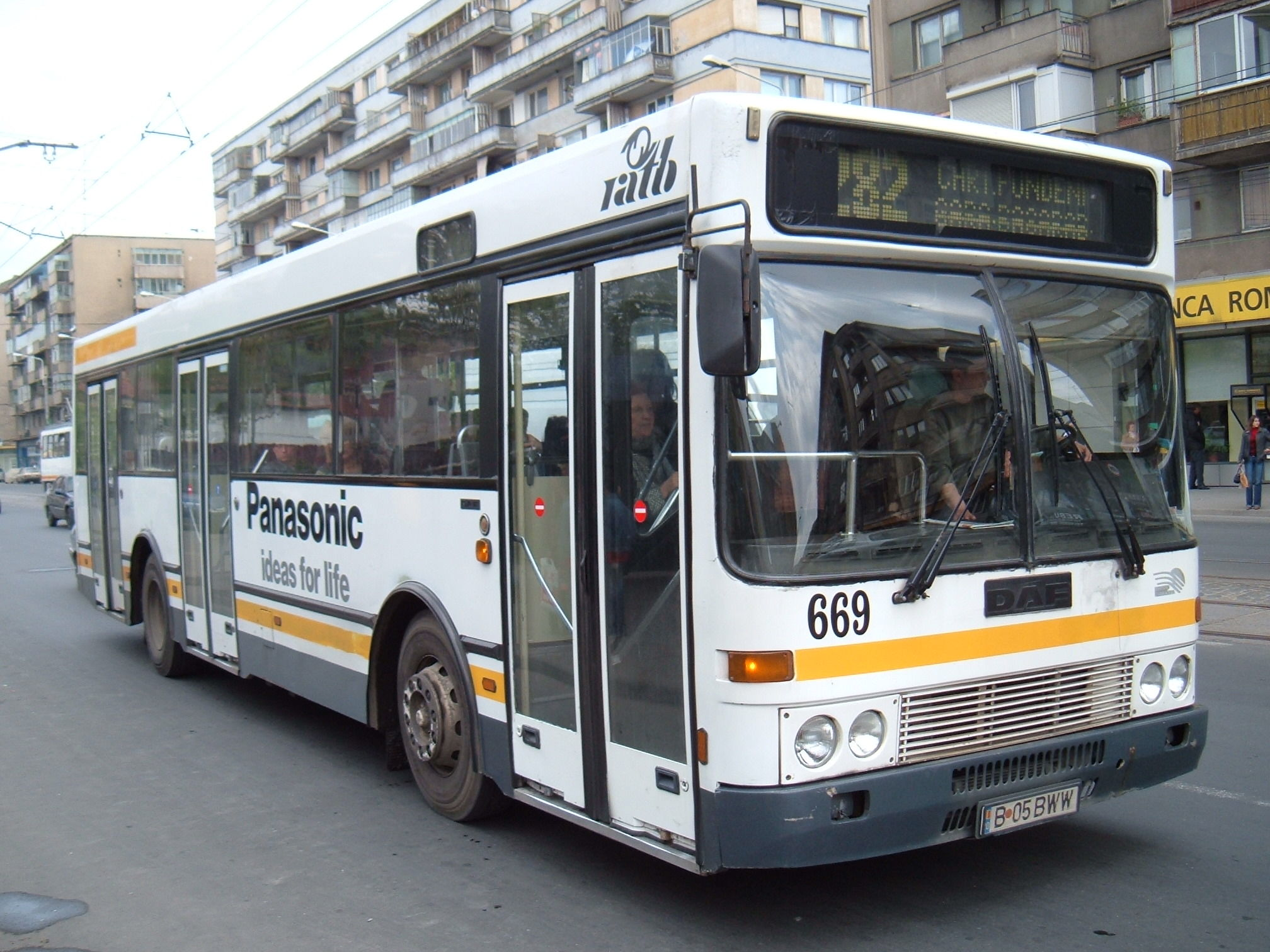
Autobuz DAF Hispano Carrocera pe linia 282

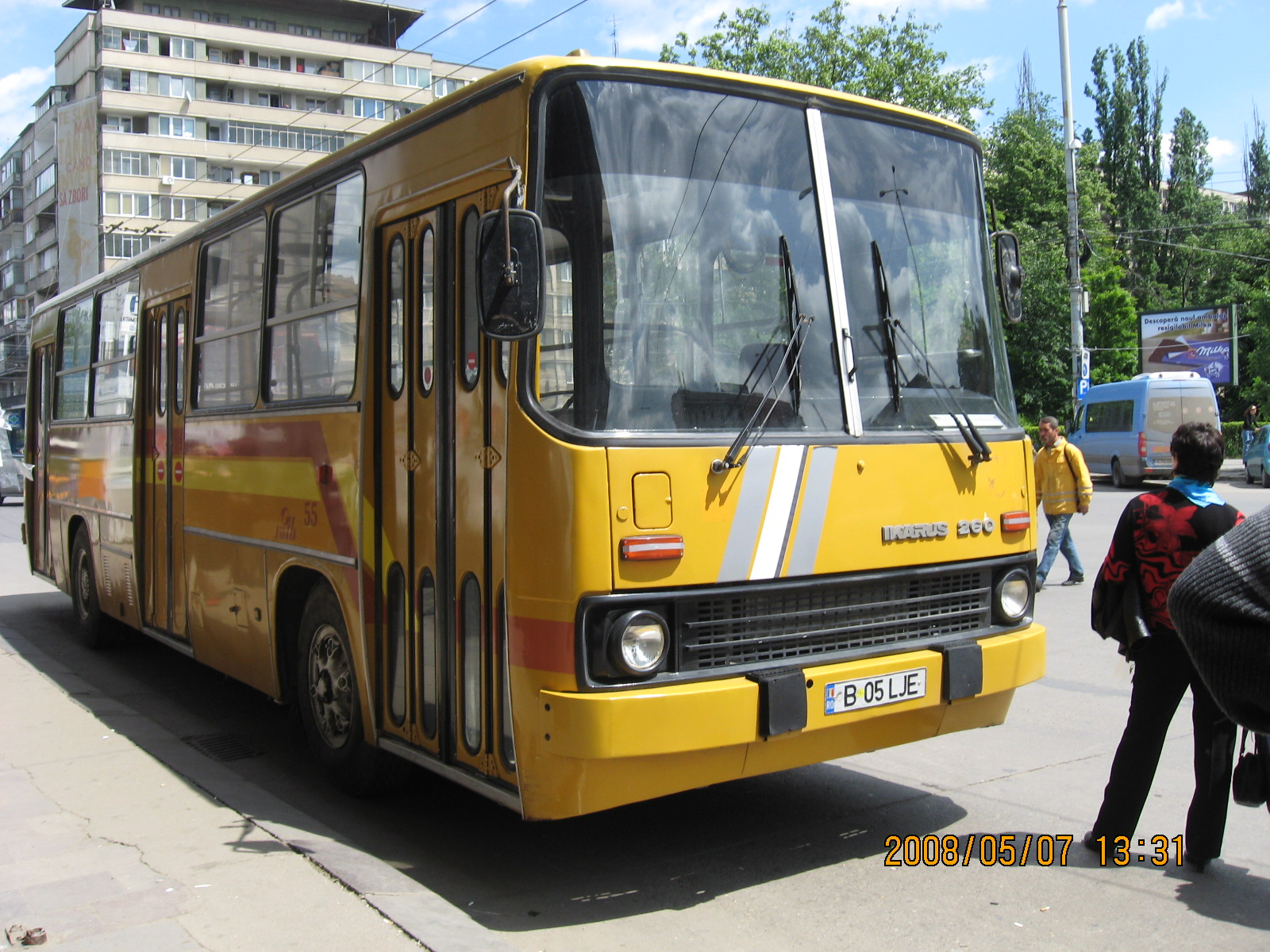
Autobuz Ikarus 260 în fața Gării de Nord București

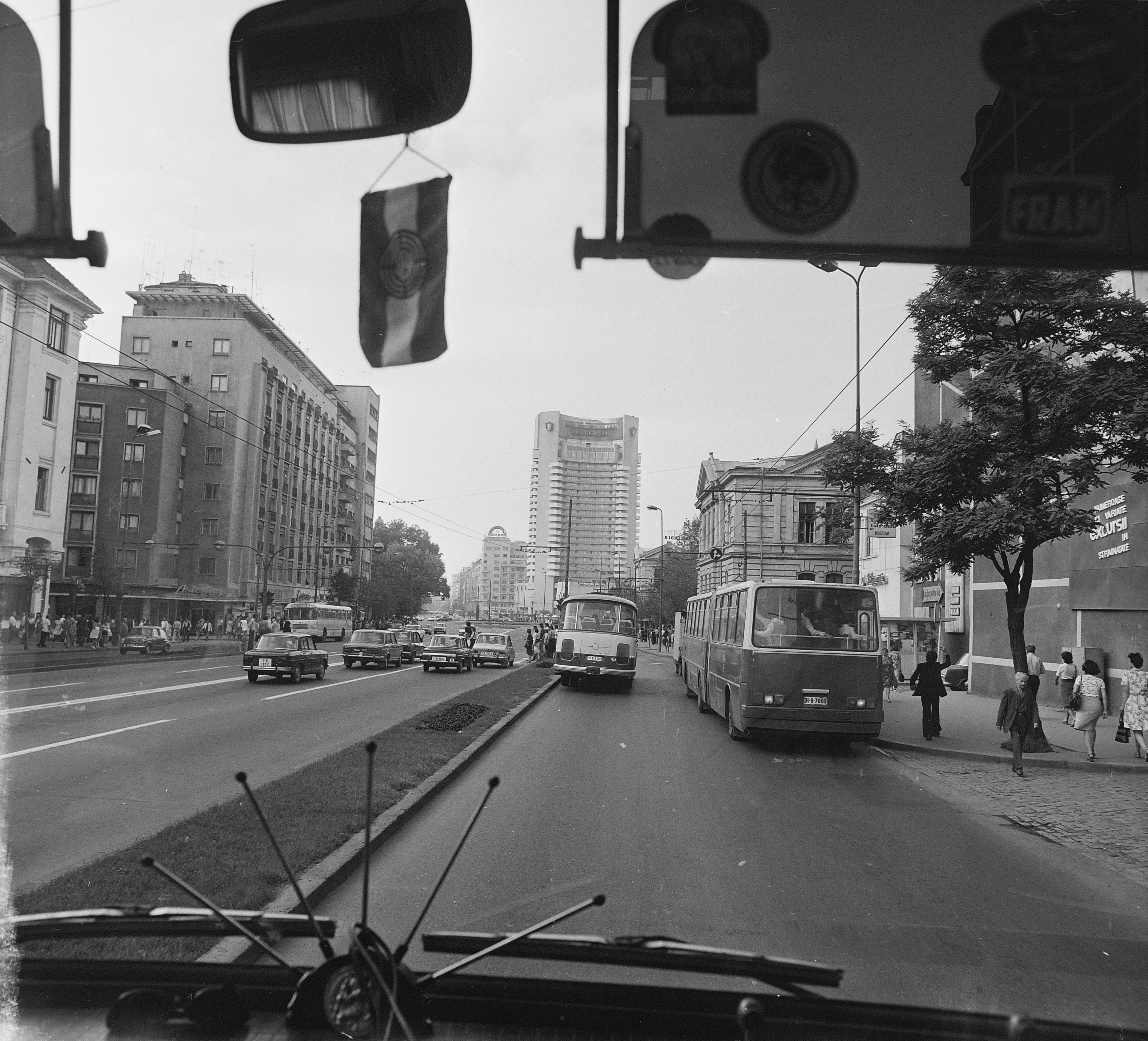
Ikarus 280 (dreapta) al ITB-ului, 1977

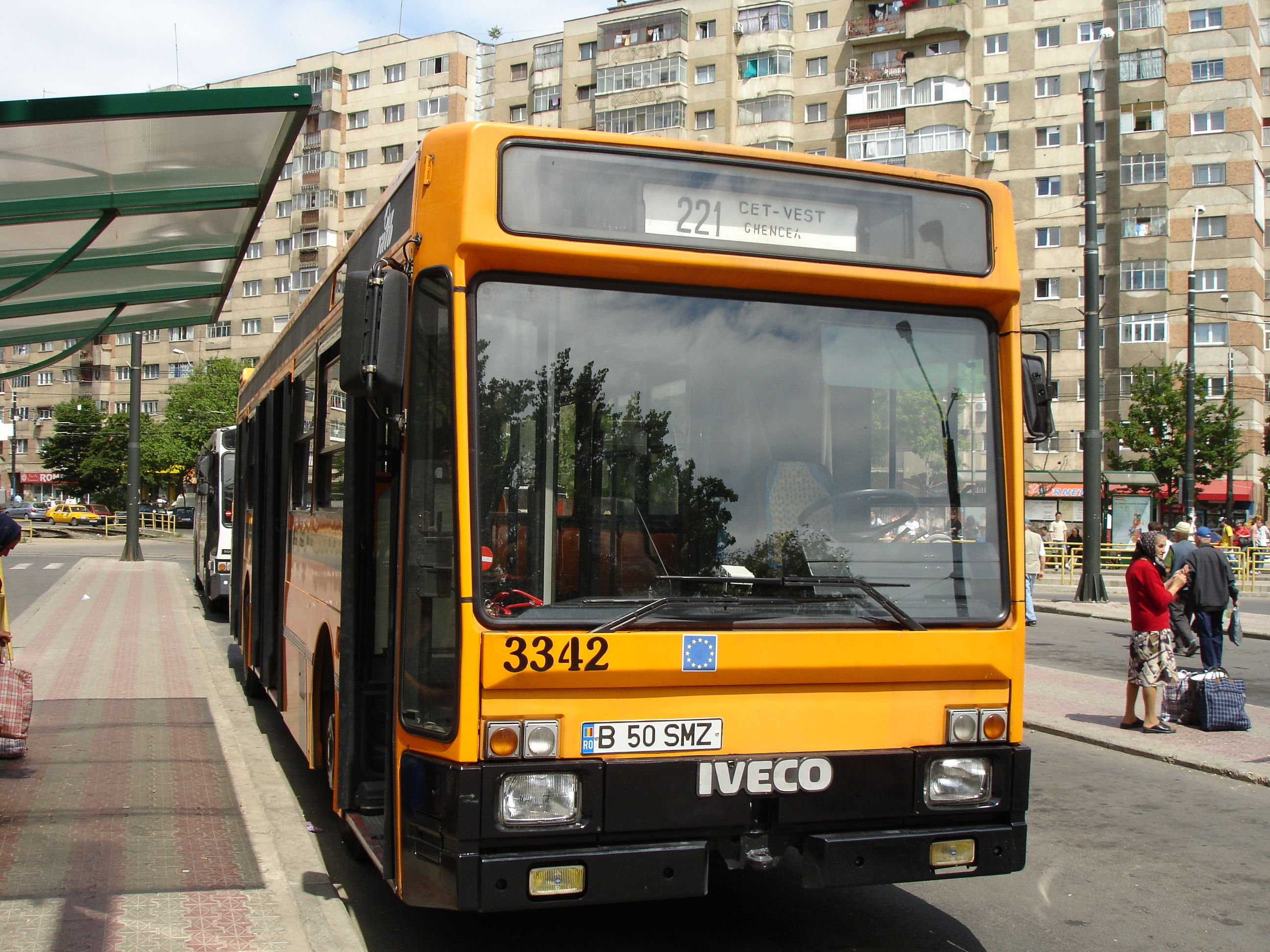
Autobuz IVECO pe linia 221

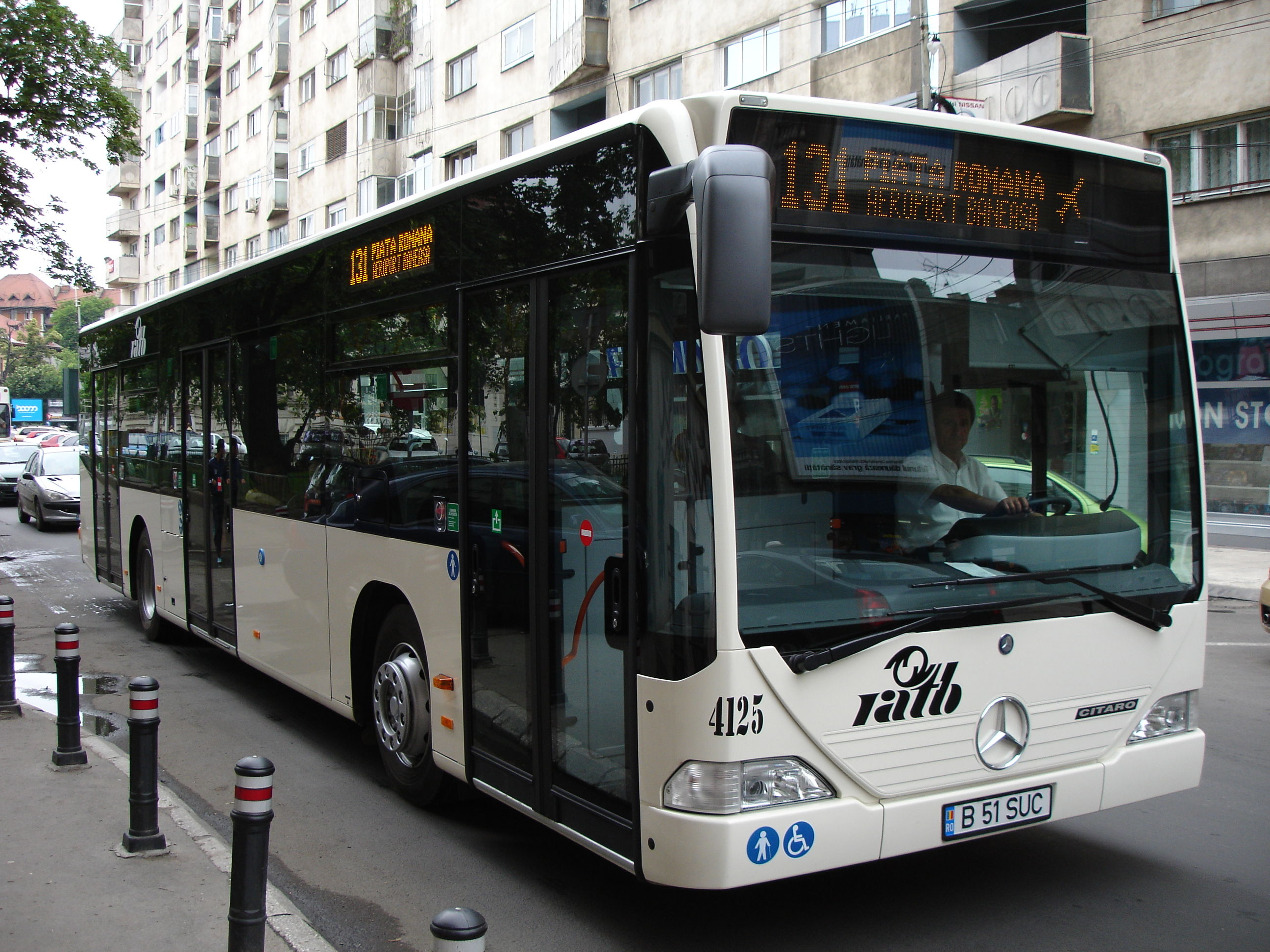
Autobuz Mercedes Citaro O 530 1 pe linia 131

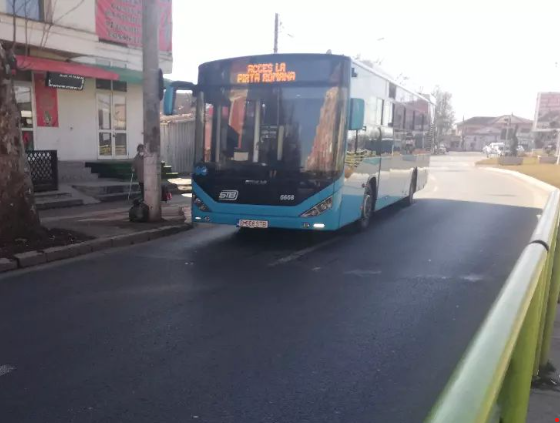
Autobuz Otokar Kent C pe linia 368 (Acces la Piața Romană)

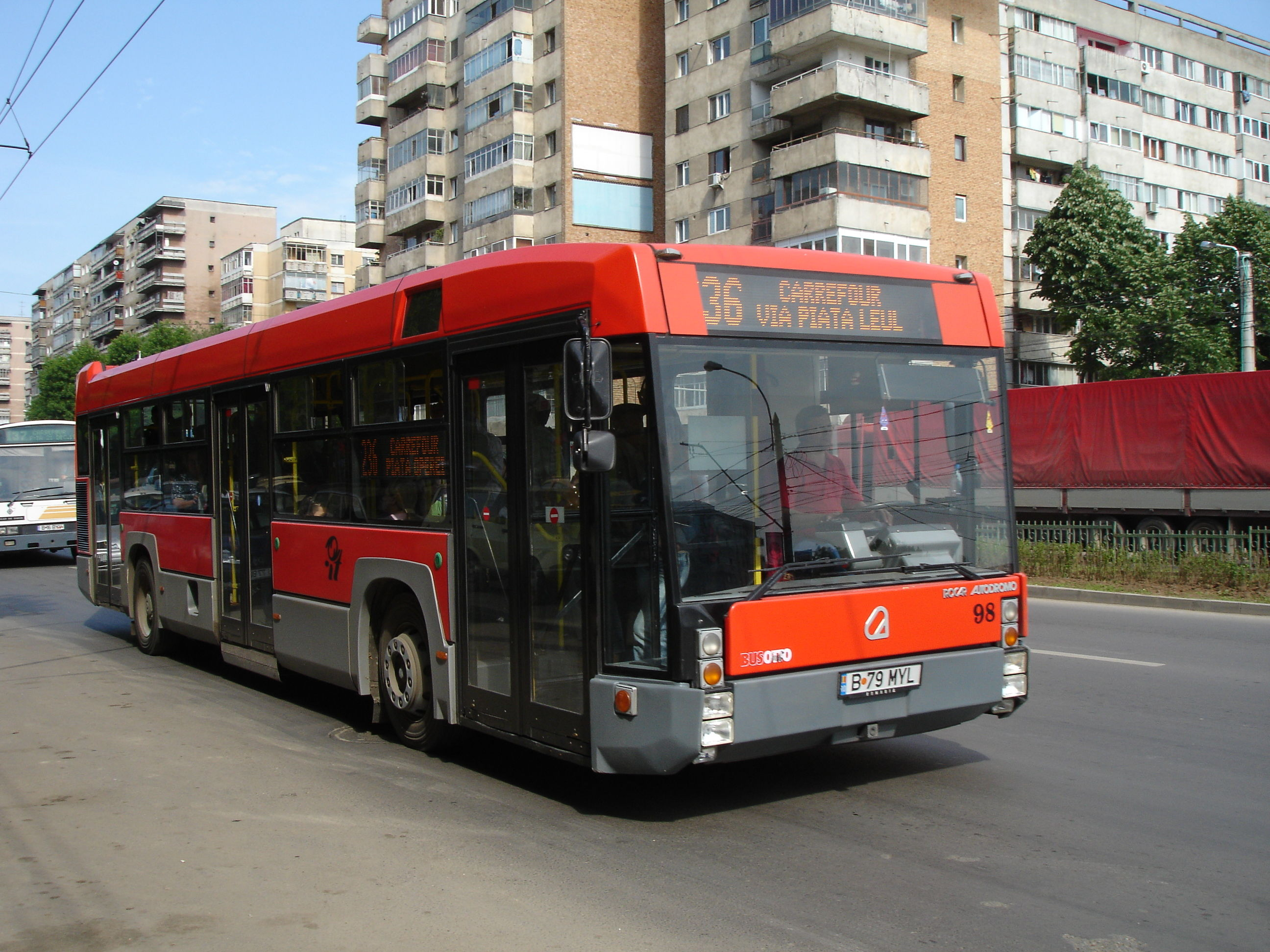
Autobuz Rocar Autodromo pe linia 236

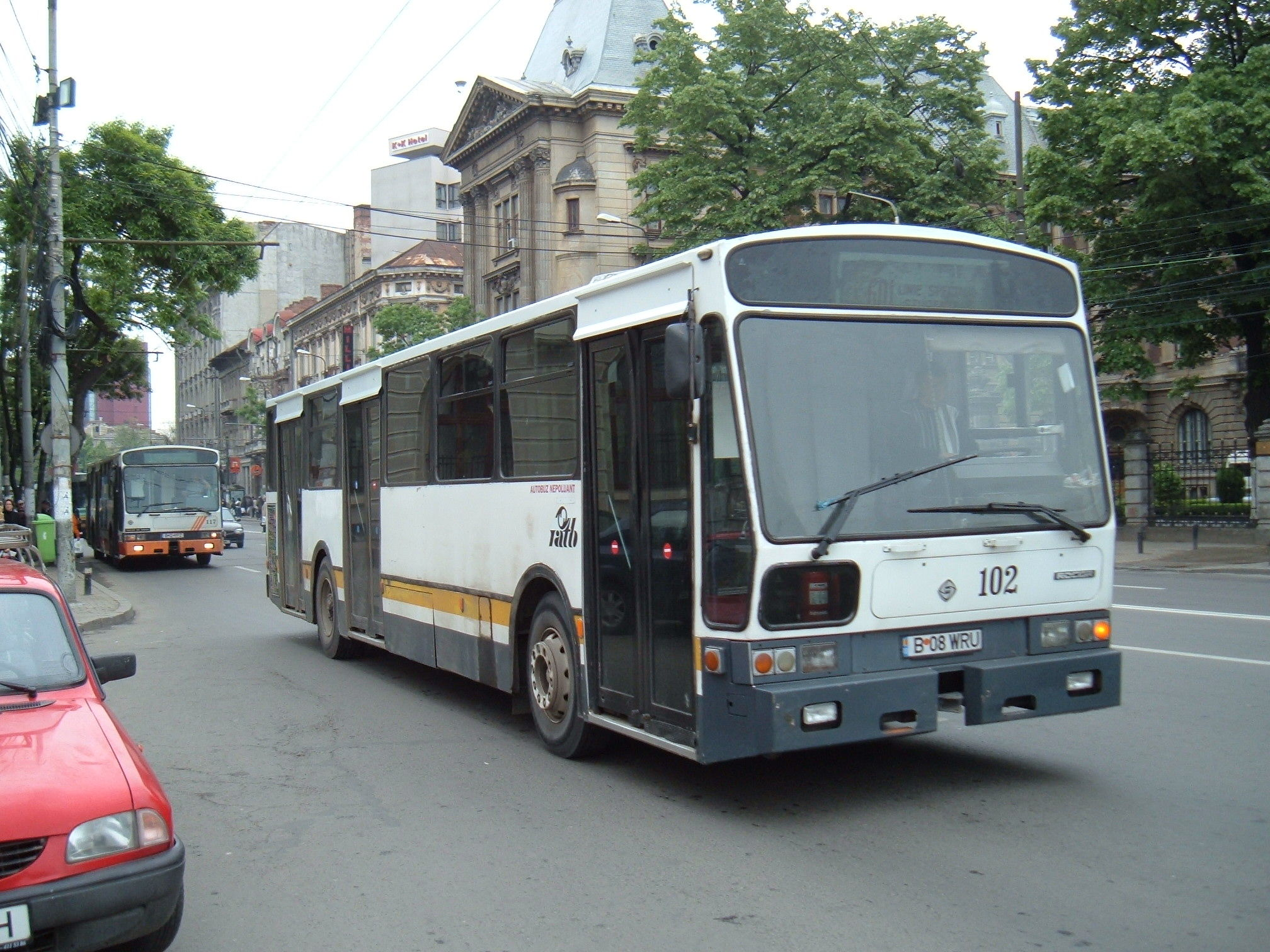
Autobuz Rocar DeSimon pe linia 601

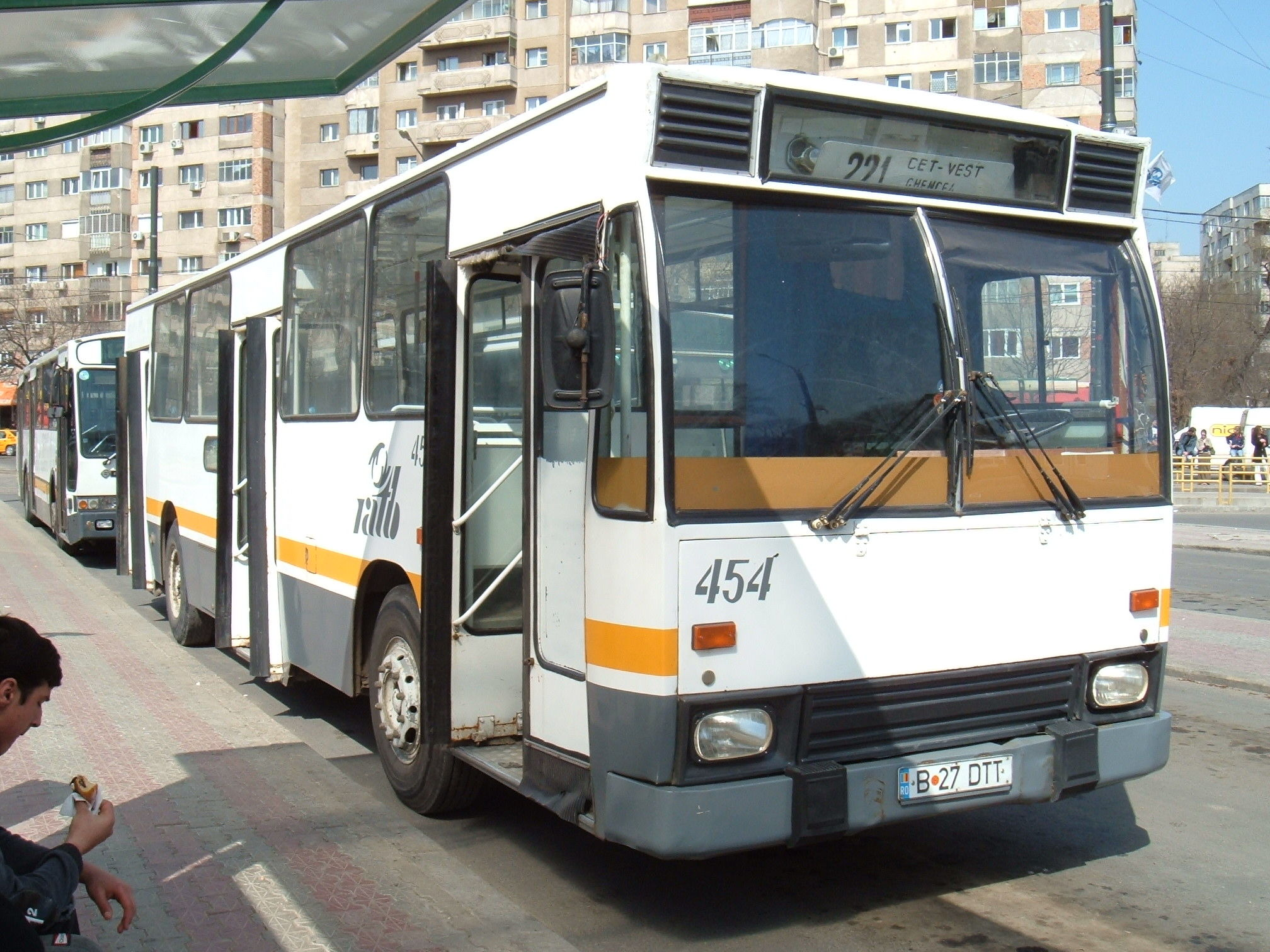
Autobuz DAC 112UDM pe linia 221

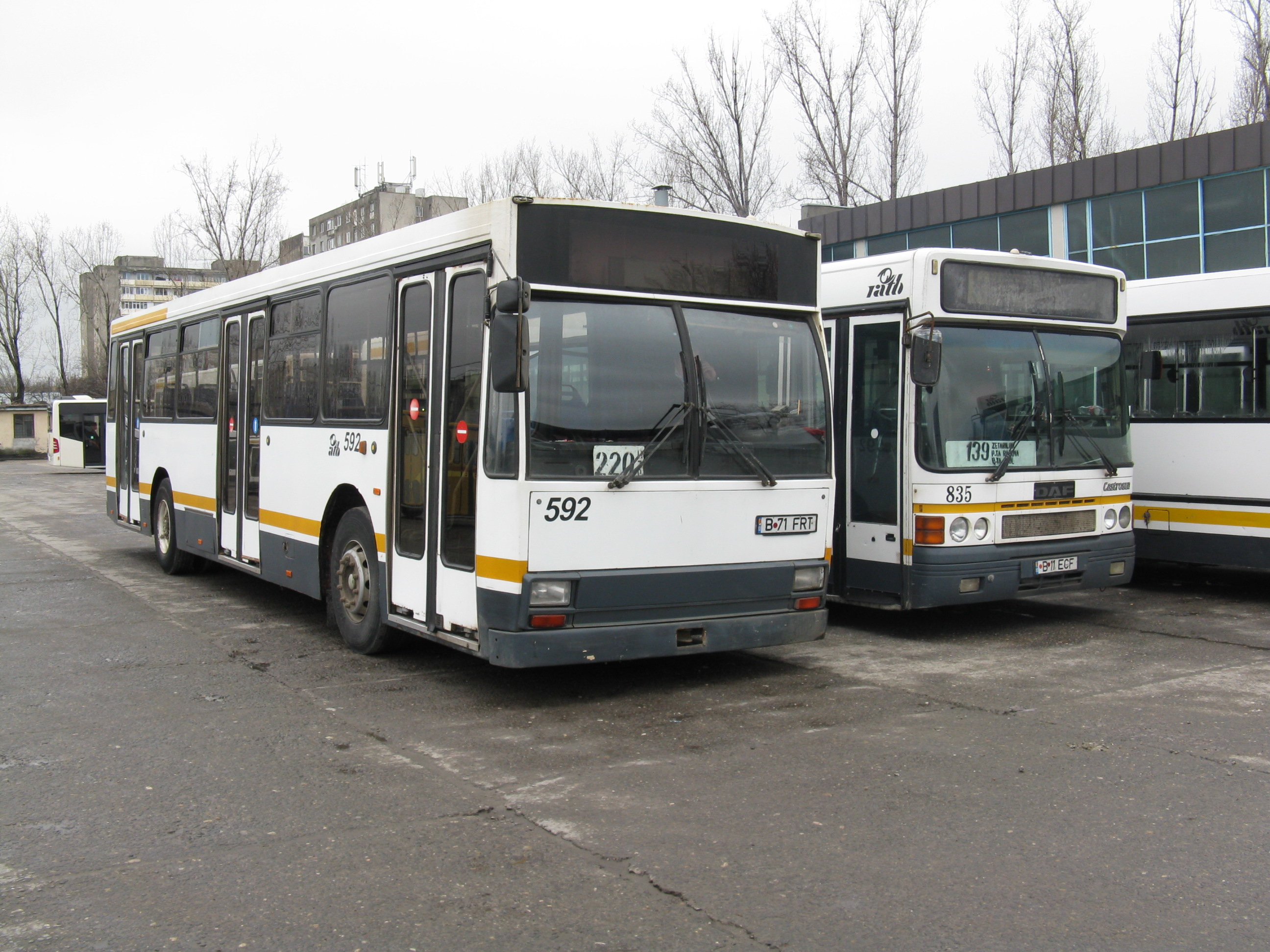
Autobuz UDAn 2002 în Autobaza Ferentari

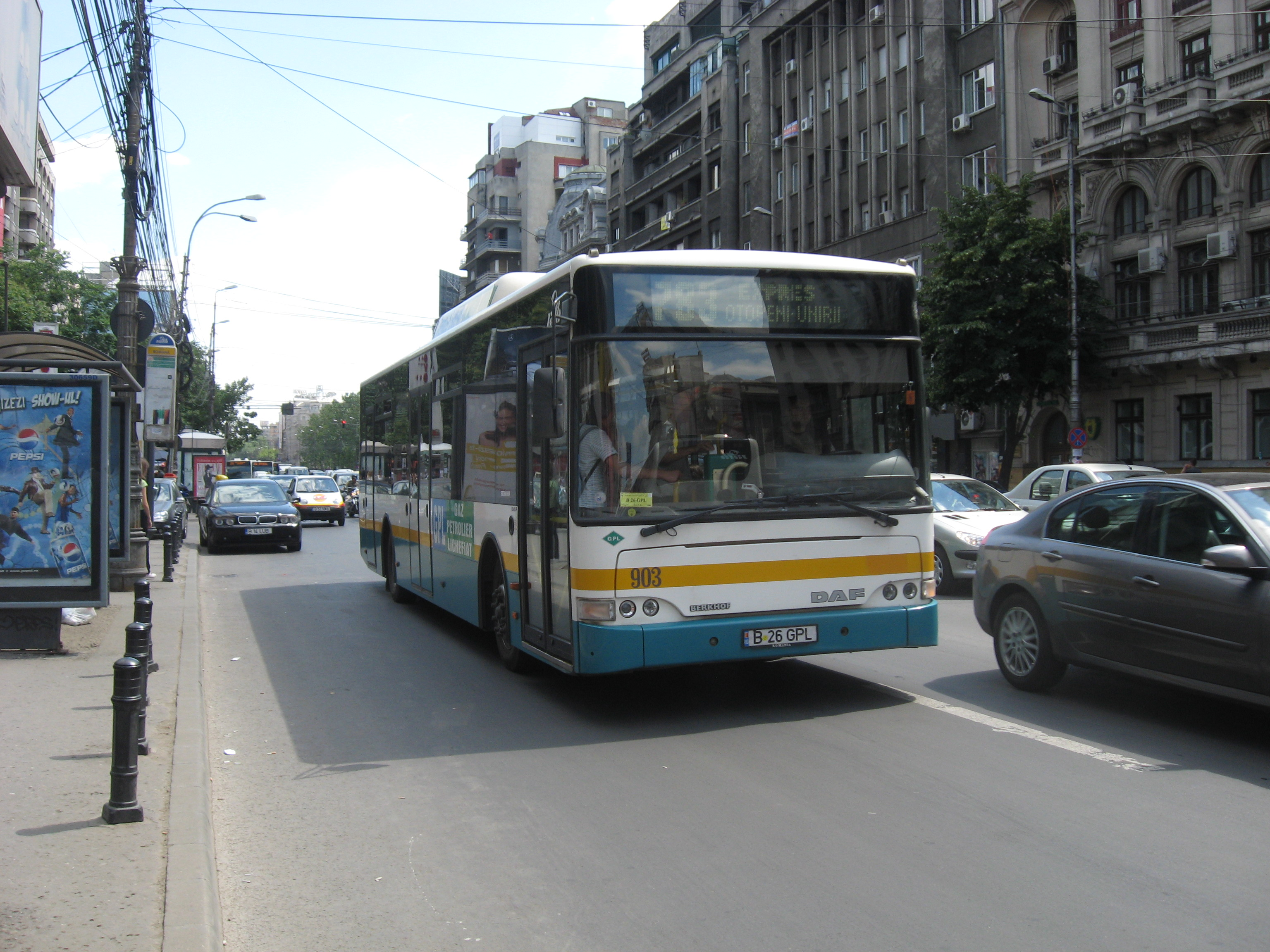
Autobuz DAF Berkhof pe linia 783

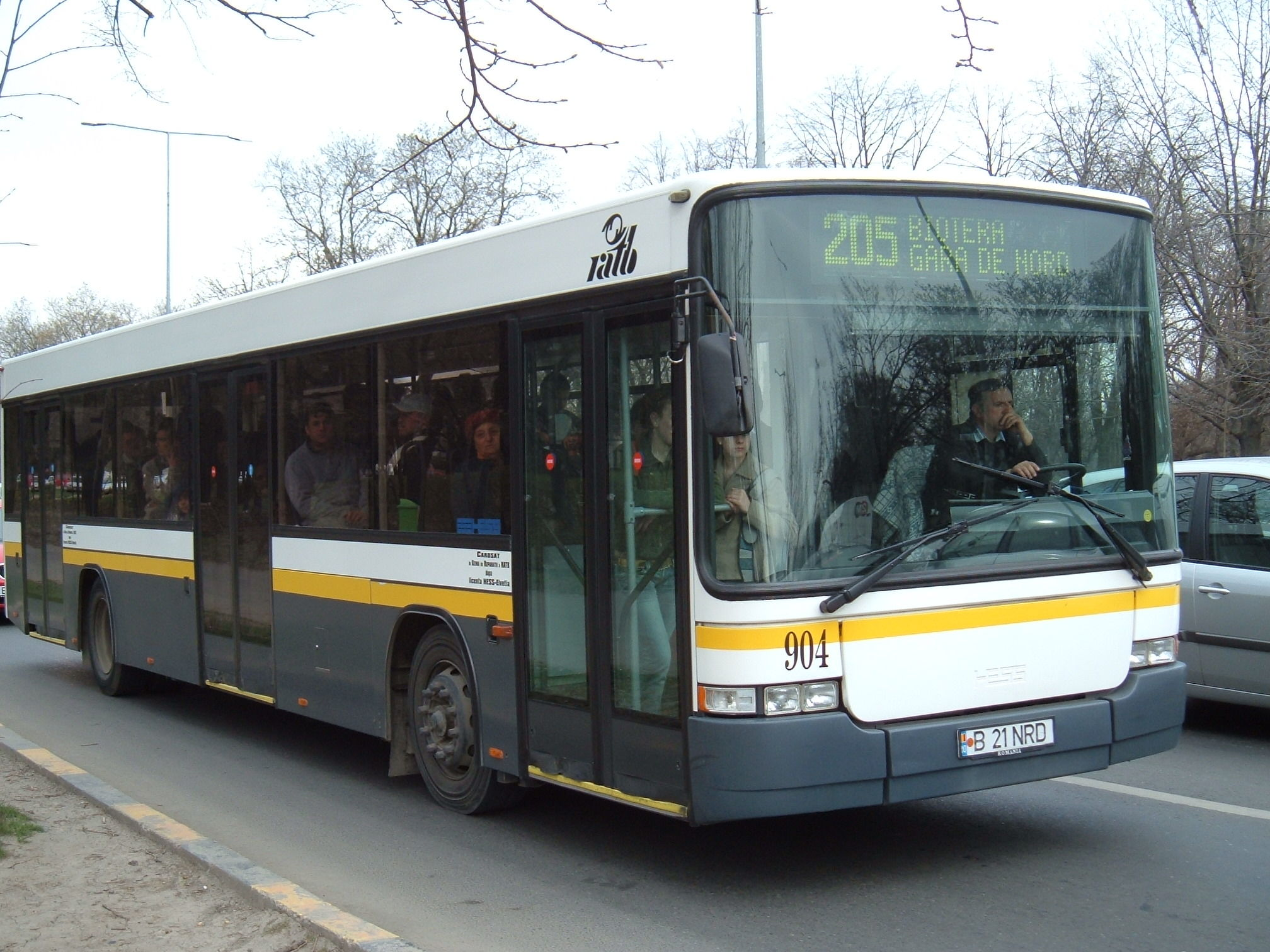
Autobuz HESS pe linia 205

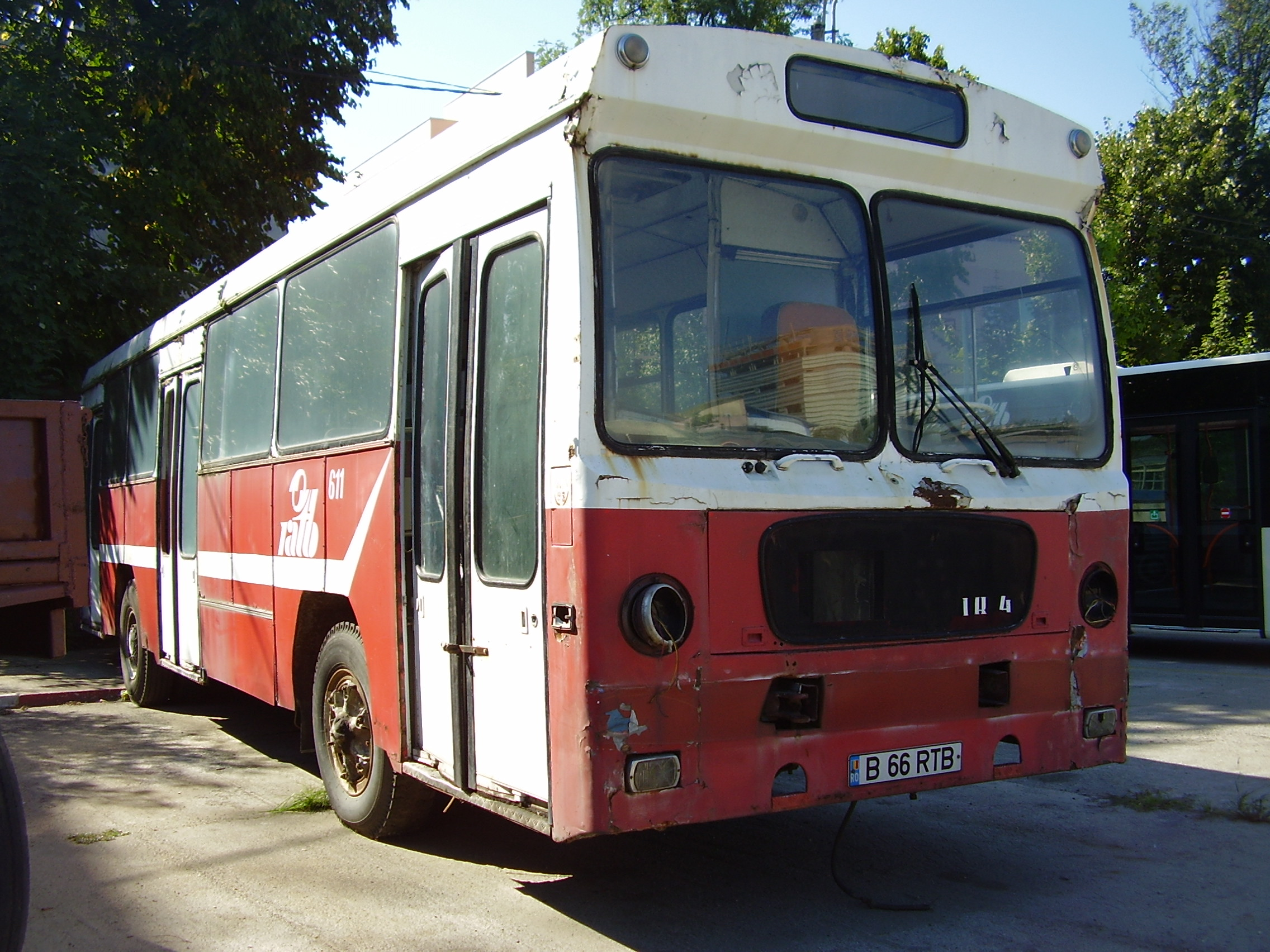
Autobuzul IK4 #611

Parcul de autobuze al operatorilor are mai mult de 1128 de vehicule.

### Mercedes-Benz Citaro Euro 3 și Euro 4

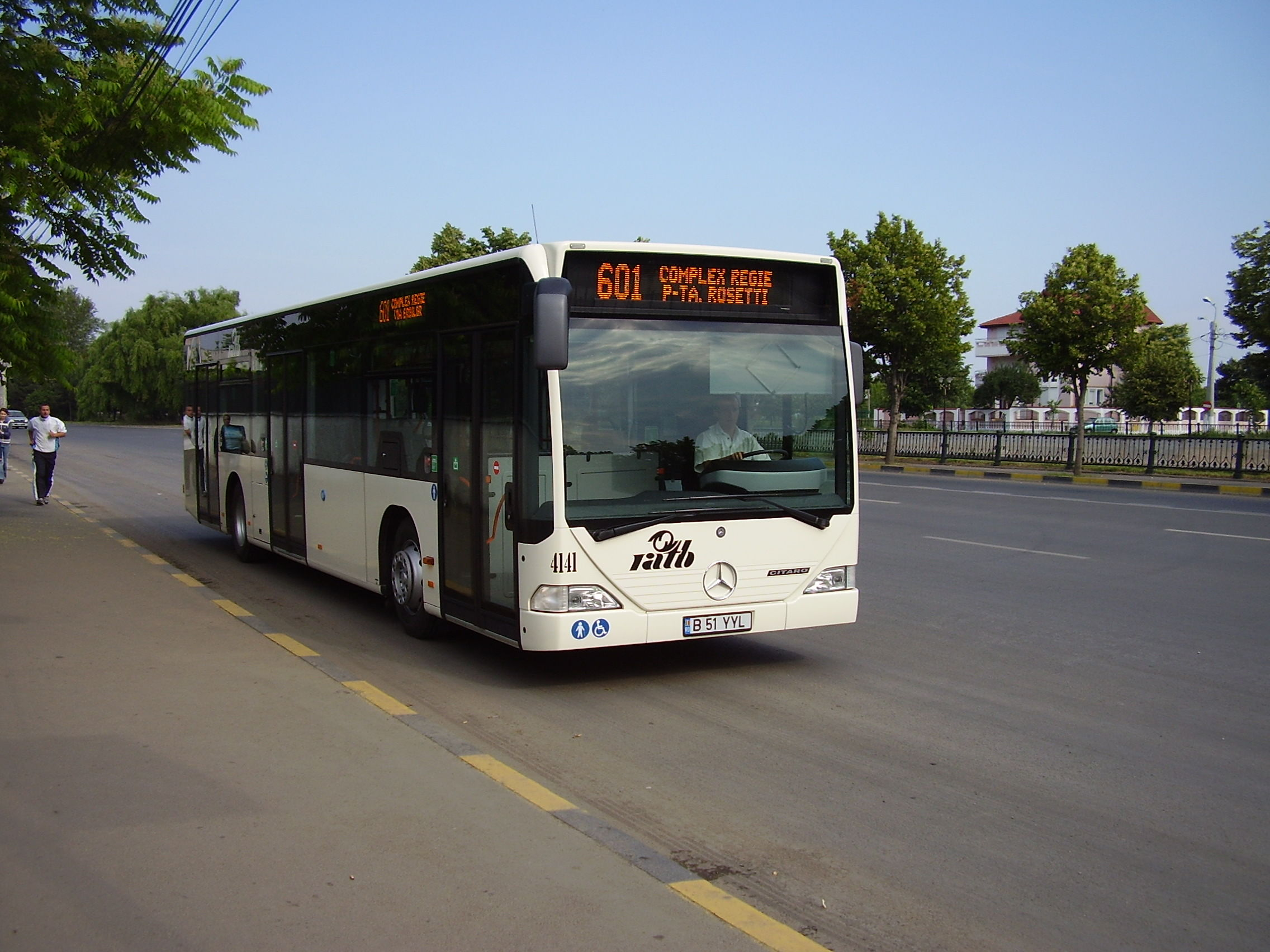
Bucharest_Citaro_bus_4141

În decembrie 2005, RATB a încheiat un contract pentru 500 de autobuze noi Mercedes Citaro, cu podea joasă și accesibile pentru persoanele cu dizabilități. Primele 12 autobuze Citaro au fost introduse în iunie 2006, după care 15 vehicule au fost livrate în fiecare săptămână, până la 400. Ultimele 100 de autobuze Mercedes Citaro au fost livrate între februarie și mai 2007 și sunt deja în circulație.
În luna august 2007 a fost semnat un contract pentru aducerea a 500 de autobuze Mercedes Citaro 2, care au fost livrate până în 2009 și care sunt dotate cu instalație de aer condiționat.

### Mercedes-Benz Citaro Hybrid

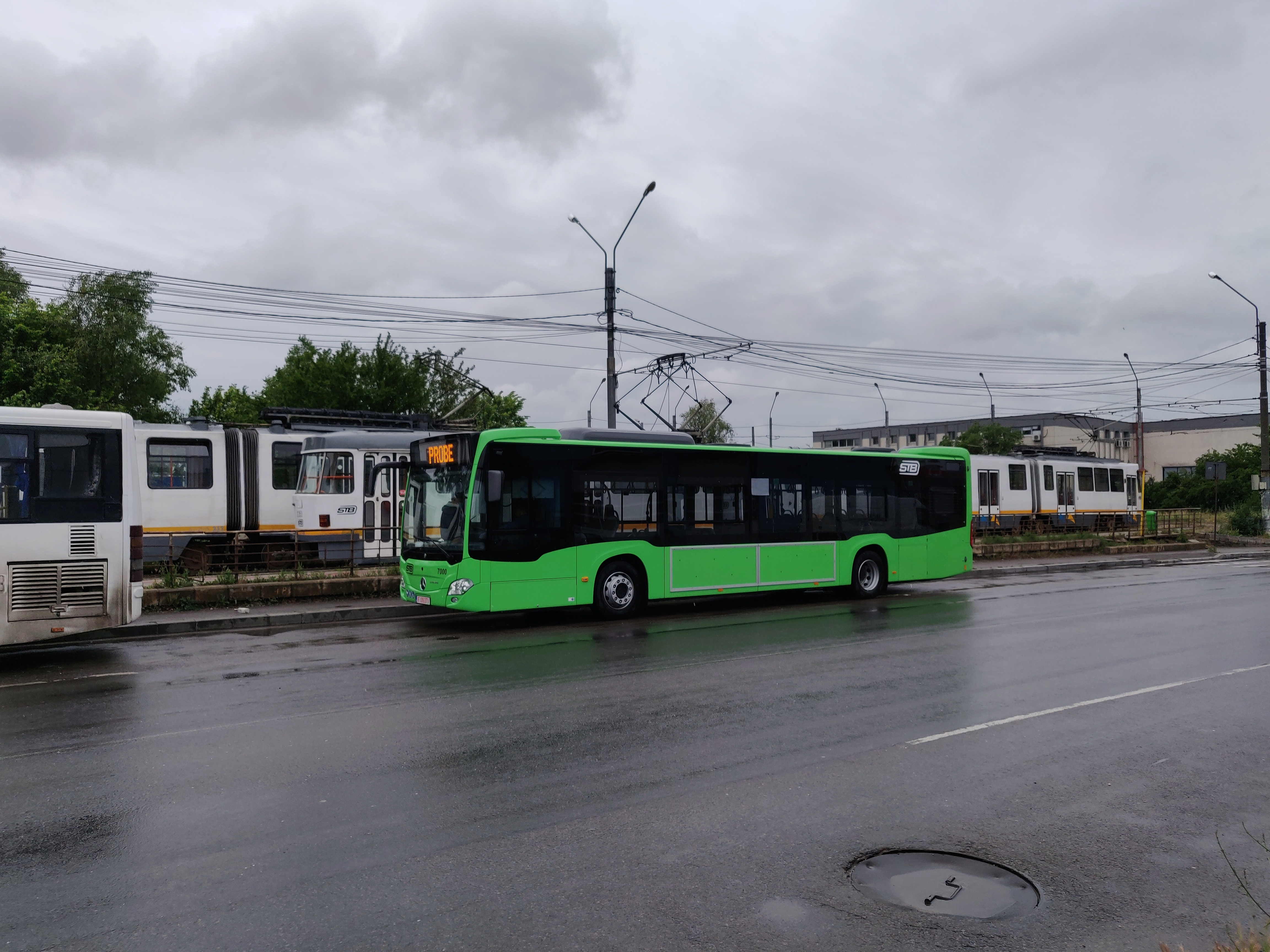
First_Mercedes_Citaro_Hybrid_in_Bucharest

Primăria Capitalei a achiziționat 130 de autobuze Mercedes-Benz Citaro Hybrid, care au intrat în dotarea STB în 2020. Valoarea contractului este de 195.268.331,70 lei, fără TVA.

### Otokar Kent C 10, Kent-C 12 și Kent-C 18

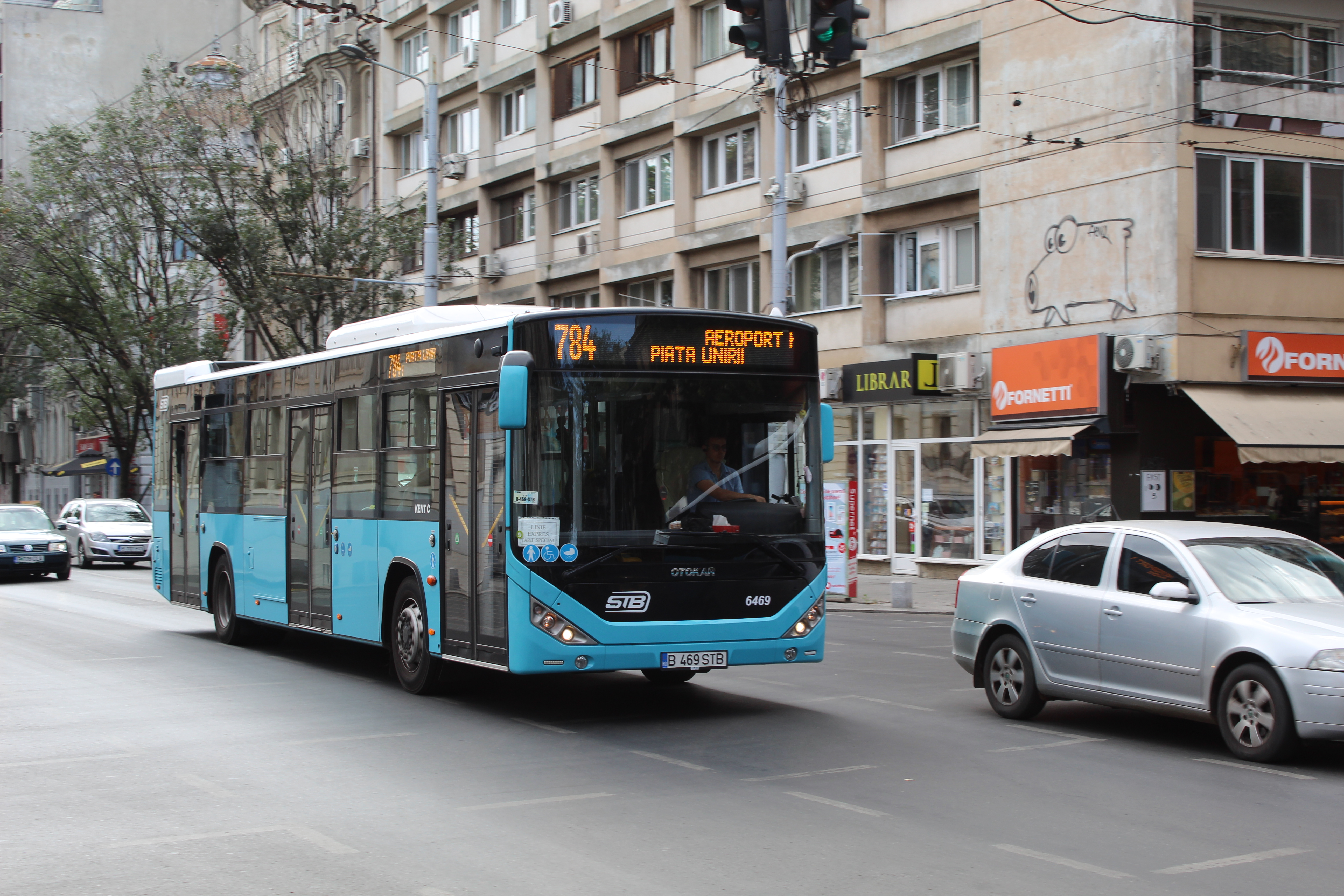
Otokar_Kent_C_6469_on_Bulevardul_Regina_Elisabeta

În iunie 2018 a fost semnat contractul de achiziție pentru 400 de autobuze Otokar de 10, 12 și 18 m, pentru o sumă totală de 458.100.826 lei fără TVA. Autobuzele au început să fie livrate în luna octombrie a aceluiași an.

### ZTE Granton 12 Electric[12]
De-a lungul timpului STB a lansat mai multe licitații pentru 100 de autobuze electrice din cauză că au fost multe contestații. Dar într-un final au câștigat BMC Truck & Bus, importând din China modelul de autobuz Granton 12 Electric, produs la ZTE. 
Toate cele 100 de autobuze sunt gata, toate aflandu-se la STB, dar ele vor fi introduse mai greu pe trasee deoarece au venit doar 20 stații de încărcare lentă pentru depouri, urmând să vină și alte 80 de stații și niște stații de încărcare rapidă la unele capete de linie. 
De pe 6 decembrie 2023, au fost introduse in probe cu călători 2 exemplare pe linia 330 și pe 9 decembrie 2023 linia a fost completata cu 6 autobuze. Pe 13 decembrie 2023 pe linia 335 au început să circule 2 autobuze, fiind completată cu 14 autobuze pe 23 decembrie 2023. .Pe 25 ianuarie 2024 au început să circule 4 autobuze pe linia 311, urmând să fie completată cu 6.. Pe 1 martie au început să circule 6 autobuze și pe linia 368. 

### Karsan eATA-12 și Karsan eATAK-8
In noiembrie 2022 orasul Chitila a demarat o achizitie publica pentru 23 de autobuze electrice dintre care 13 de 12 metri și 10 de 8 mertri . Licitatia a fost castigata de compania Karsan. Autobuzele au fost livrate la inceputul anului 2024.
Autobuzele eATA-12 circulă pe linia 476 și vor circula pe viitoarea linia 435 (Complex Comercial Băneasa - Pasaj CFR Chitila).
Autobuzele eATAK-8 circulă pe linia 429 și vor circula și pe linia 470.

### Otokar e-Kent 12
Ca parte a modernizari flotei STCM, primaria comunei Mogoșoaia, a achizitionat prin licitatie 12 autobuze Otokar e-Kent 12. Acestea au ajuns la reprezentanta Otokar in noiembrie 2023. Acestea sunt preconizate sa inceapa circulatia cu calatori in primavara lui 2024 dupa finalizarea autobazei din Chitila.

## Modele istorice

### DAC

#### DAC 112 UDM
Autobuzele Dac 112 UDM au fost produse de Uzinele Autobuzul București (ulterior Rocar) între anii 1979 și 2000. RATB a primit asemenea vehicule între anii 1979 și 1993. În prezent, parcul RATB mai numără doar două autobuze Dac 112 UDM, ambele fiind folosite pentru excursii și curse speciale. De asemeni, unele sunt utilizate ca vehicule utilitare.

#### DAC 112 UDAn2002
În 2002 URAC și IOROM au reconstruit două autobuze 112UDM, instalându-se un motor nou, Euro 2. Autobuzele astfel obținute poartă denumirea de DAC UDAn2002 (Urban Diesel An 2002). Ambele au fost arondate Autobazei Ferentari. Au fost casate în 2010.

#### DAC 117UD

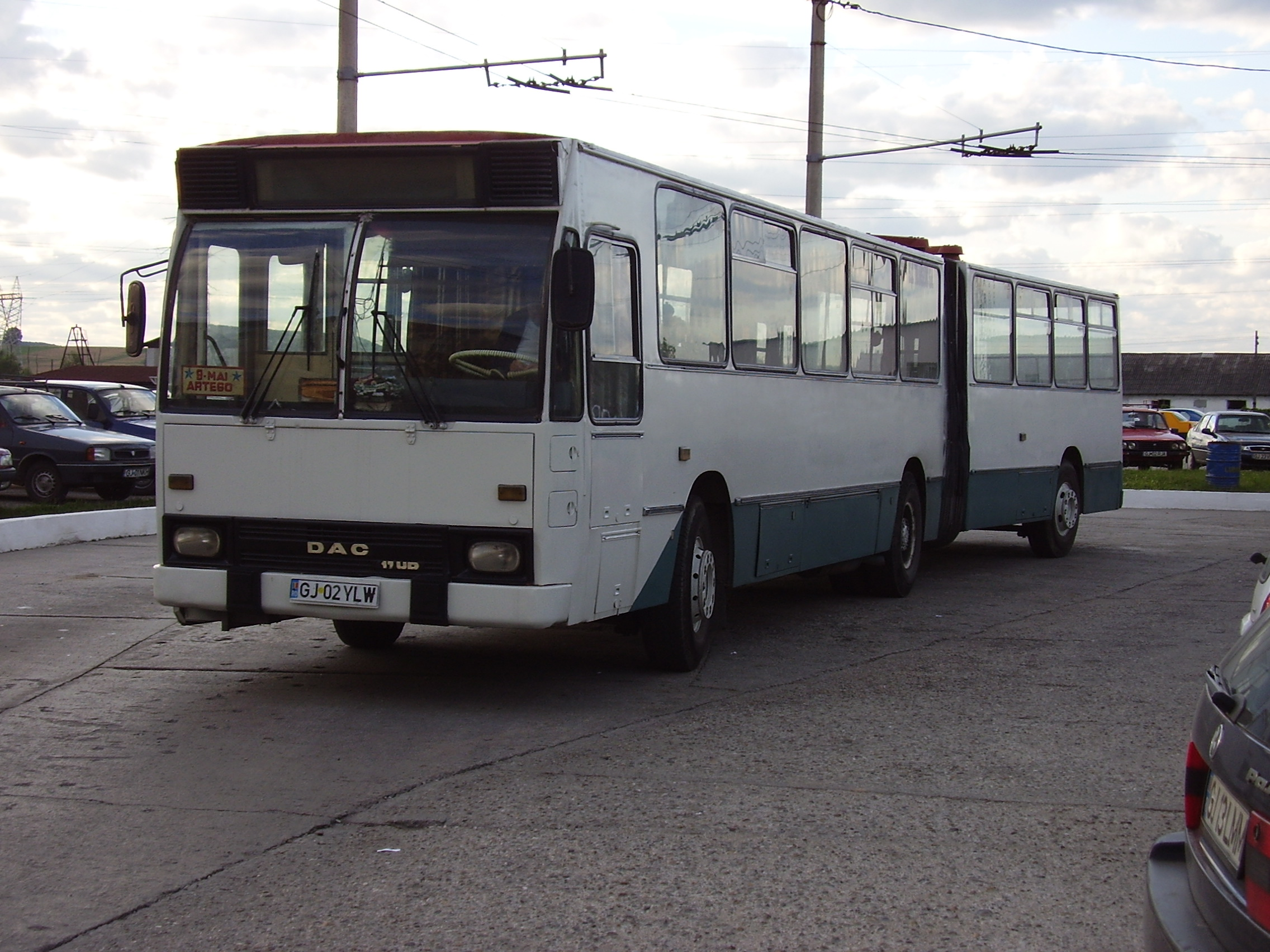
Autobuz DAC 117UD ca și cele folosite în București

Aceste autobuze au circulat între anii 1978 (prototipurile făcând curse regulate pe liniile existente) și prima parte a anilor 90, putând fi întâlnite practic pe orice linie a ITB a anilor 80, fiind coloana vertebrală a flotei de autobuze ITB, pe lângă DAC 112, ROMAN 112 și IKARBUS IK4, datorită necesității de transport ridicate. Au fost retrase în anii 90 în primă parte, deși după unele surse acestea au circulat până în anul 1996 pe unele linii periferice. Au fost construite autobuze în variantă articulată (DAC 117 ud), ulterior și în formă scurtă (DAC 112ud), cât  și troleibuze în ambele variante de lungime.

### Șasiu DAF
În dotarea RATB au existat 236 de autobuze de acest tip, toate cu motorizare MAN, dar în 3 tipuri de caroserie: Hispano Carrocera, ELVO și Castrosua. În anul 2007 s-a început casarea acestor mașini. După 13 ani de exploatare de către autobazele Nordului și Pipera cele încă funcționale au început să fie mutate treptat către autobaza Ferentari, rămânând un număr foarte mic de autobuze DAF la autobazele Nordului și Pipera.Începând cu 10 martie 2011,au rămas în circulație 4 autobuze la Autobaza Pipera și alte 4 autobuze la Autobaza Nordului. În luna mai 2011, Autobazele Militari și Floreasca au primit de la Autobaza Ferentari 17 (12 Militari, 5 Floreasca) autobuze DAF pentru a înlocui autobuzele Rocar de Simon. În luna iulie au fost trimise câteva autobuze DAF și la Autobaza Alexandria. Începând cu 1 august 2011 au fost înlocuite complet autobuzele Rocar de Simon cu autobuze DAF, în ciuda faptului că starea tehnică a acestora din urmă este precară.
La sfârșitul anului 2011 mai erau active 15 autobuze DAF Castrosua și Hispano Carrocera(11 la Autobaza Militari și 4 la Autobaza Alexandria),acestea fiind ultimele autobuze vechi rămase în circulație în București,alături de autobuzul Rocar Autodromo #98. Ultimele autobuze DAF au fost retrase din circulație pe 1.12.2012, de pe linia 162. In prezent aceste autobuze mai exista in parcul rece din diferite autobaze RATB, propuse spre vânzare, casare sau curse interne.

#### DAF Berkhof
Au existat 2 autobuze de acest tip, alocate liniei expres 783. Aceste autobuze funcționează cu GPL, ceea ce a cauzat unele probleme de întreținere. Aparțineau autobazei Pipera și nu mai circulă.

#### HESS
Un alt unicat al parcului RATB, autobuzul HESS a fost asamblat și carosat la URAC sub licența companiei elvețiene Hess AG, pe șasiu Daf. Aparținea autobazei Nordului, fiind retras din circulație.

### Ikarus

#### Ikarus 260/280
Primele autobuze Ikarus care au circulat în București în anii 1973-1982 erau Ikarus 260 și 280, autobuze articulate. Acestea au fost retrase la începutul anilor '80, înlocuite cu autobuzele DAC.
Cele 177 de autobuze Ikarus 260 (varianta nearticulată) au fost aduse în București între 1991 și 1993. Autobuzele sunt produse în Ungaria. Au fost casate 172 de bucăți până la finalul anului 2008, iar 3 au fost vândute, rămânând doar cele 2 modificate special pentru persoanele cu dizabilități (# 46 și # 55). De asemenea, înainte de anul 1990, (în anii 70), în parallel cu IKARUS 280, au circulat și câteva modele IKARUS 260, numărul lor fiind mai redus, datorită existenței altor vehicule scurte (IKARBUS ZEMUN IK4, ROMAN 112U). Autobuzele Ikarus 280, varianta articulată a autobuzului Ikarus 260 a circulat între 1975 și 1982 pe linii cu cerere mare.

#### Ikarus IK4
Autobuzele IK4 au fost produse de uzinele Ikarus Zemun (ulterior Ikarbus, din cauza confuziei cu Ikarus Budapesta) din Belgrad. Au fost livrate la mijlocul anilor '70, ultimul vehicul în serviciu regulat circulând în 1995.

### Iveco TurboCity U
Inițial au fost 40 de bucăți, produse în Italia la începutul anilor '90,care au ajuns în București în anul 2005 ca donație a orașului Milano. Aparțin autobazei Alexandria și sunt folosite în special pe linia 117 dar și pe liniile temporare. Au fost retrase definitiv pe 10 martie 2011, două dintre acestea putând fi identificate în incinta autobazei ca fiind fier vechi, acestea fiind păstrate doar pentru piese.

### Leyland Merkavim
Aceste autobuze,carosate în Israel pe șasiu de proveniență britanică, au circulat in București între anii 1968 și sfârșitul anilor 1970 (probabil 1976). Retragerea lor din circulație la numai 10 ani de serviciu are o cauză necunoscută. O variantă ar fi fost costurile de exploatare prea mari și lipsa de piese pentru ele, alta variantă a fost aceea ca, la momentul respectiv, conducerea de stat a acelor vremuri își dorea în exclusivitate autobuze românești. 

### Renault PR100.2

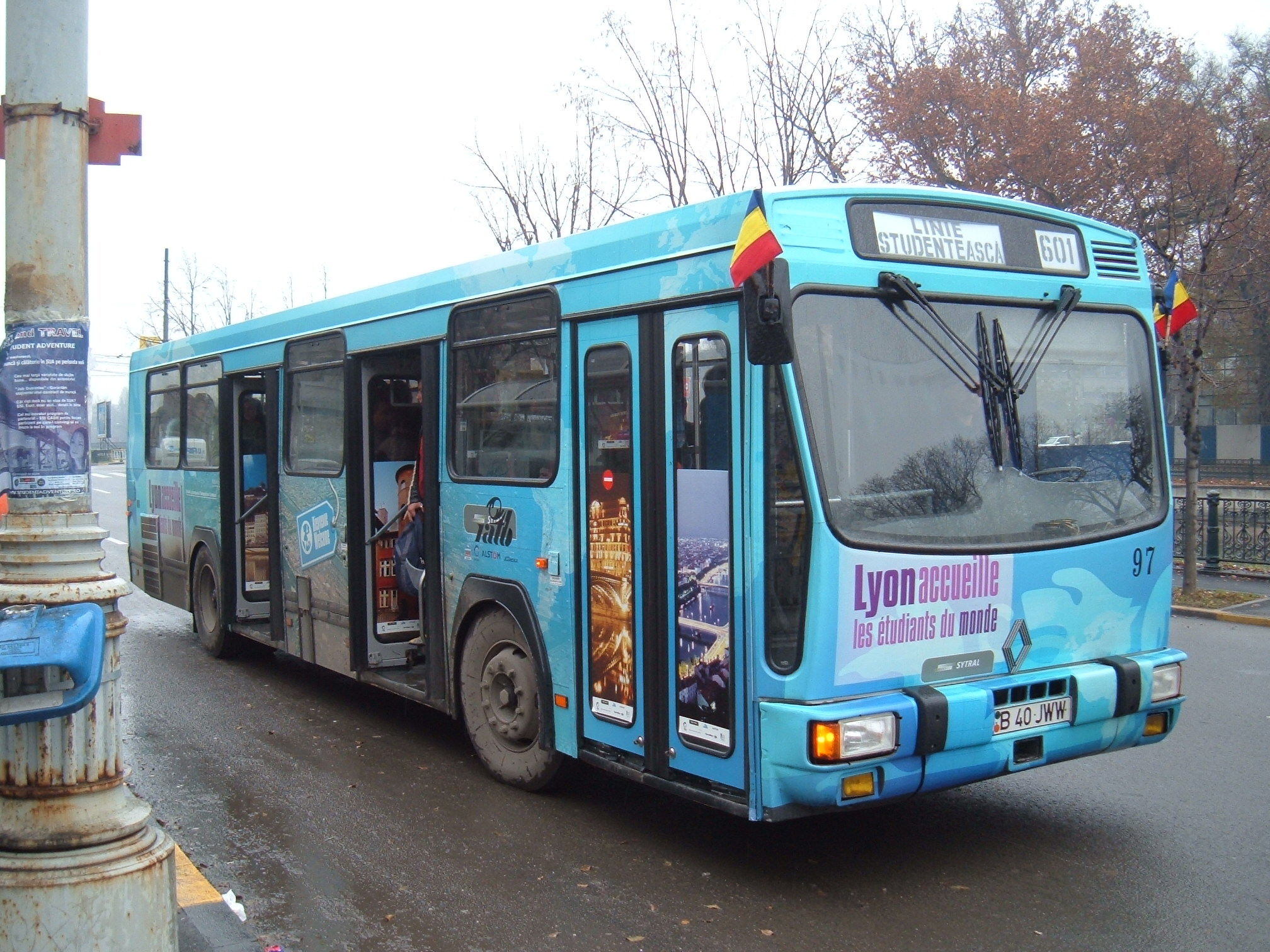
Autobuz Renault PR100.2 cu număr de parc 97, pe linia 601

Acest autobuz unicat, cu numărul de parc 97, a fost donat de orașul Lyon special pentru linia studențească 601 (de unde și grafica autobuzului), dar a fost folosit de RATB și pe alte linii. Autobuzul a fost casat în toamna anului 2007.

### Rocar Autodromo
Există un singur autobuz de acest tip în parcul STB. Este un autobuz cu podea coborâtă și motor MAN Euro 2, produs de uzina ROCAR în anul 1998. Aparține autobazei Militari, circulând pe toate liniile autobazei. A fost retras definitiv pe 18 iunie 2014, în urma unei coliziuni cu un autoturism. În prezent se află în stare de conservare în autobaza Militari.

### Rocar De Simon
Acestea au fost în număr de 340 bucăți și sunt de mai multe tipuri:
- UL70 (6)
- U412-230 (9)
- U412-220 (25)
- U412-260 (298)
- U412-DAF (2)

Autobuzele aparțin autobazelor Militari (peste 20 de exemplare funcționale), Titan, Floreasca și Alexandria (a primit abia în vara anului 2008 seria 1263-1285, 1225 și 1261 de la Floreasca), iar cele 2 U412-DAF au fost la autobaza Nordului (#900 a fost casat în vara anului 2008 iar #901 a fost casat în august 2009). Începând cu data de 1 august 2011, ultimele autobuze Rocar de Simon U 412-260 rămase în circulație au fost retrase definitiv din circulație, fiind înlocuite cu autobuze Daf reactivate din parcurile reci. În prezent, aceste autobuze se află în parcul rece în unele autobaze.

### Roman 112UD
Aceste autobuze au fost utilizate între anii 1974 și 1990 ( sau și puțin după 1990). Au fost fabricate de către întreprinderea Tudor Vladimirescu (ulterior ROCAR) sub licența MAN și au fost disponibile atât ca autobuz cât și troleibuz. Au fost retrase începând cu sfârșitul anilor 80. În anii 90 acestea mai circulau fie pe linii periferice, fie ca vehicule de cursă internă RATB.            

### Saviem SC10U

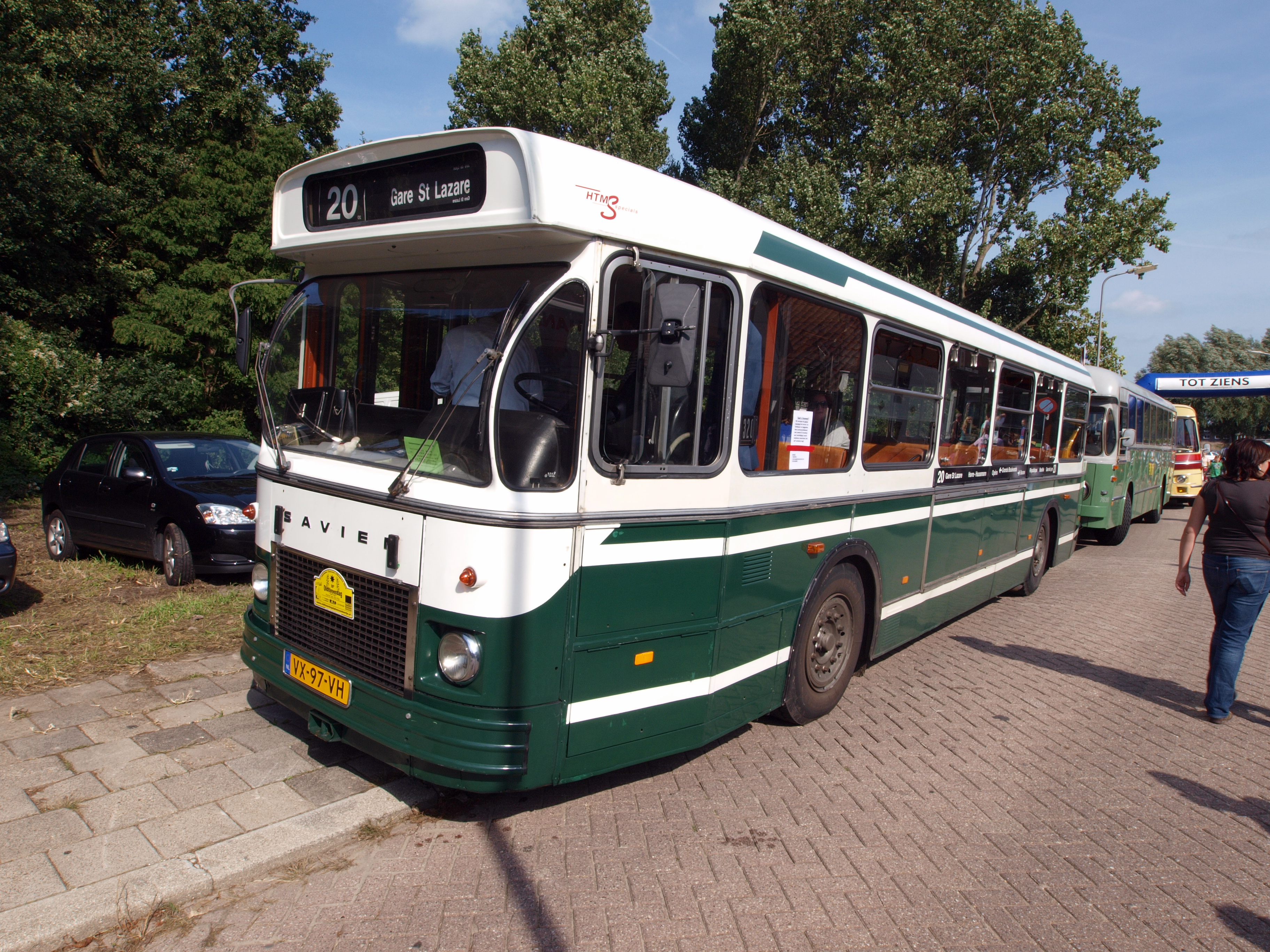
Autobuz Saviem SC10U ca cele folosite în București

Aceste autobuze, produse în perioada 1982-1984 au fost donate de primăria din Paris la începutul anilor 1990 pentru a circula pe liniile expres (7xx). În acest moment, RATB mai deține patru astfel de autobuze (3 în stare de conservare, 1 la Alexandria în paragină), la care se adaugă autobuzul care fost achiziționat de Retromobil club România și renovat.

### Skoda

#### Skoda SM 11
Aceste autobuze au circulat în București  de la mijlocul anilor 1960 (circa 1966) până la începutul anilor 1980 (circa 1984). O caracteristică interesantă a acestor vehicule era prezența cutiei de viteze de tip automat și suspensia pneumatică, soluție inedită la acea vreme. ITB a construit și  autobuze articulate derivate din aceste vehicule. 

#### Skoda 706 RTO
Aceste autobuze au circulat in București între anii 1959 și ultimele vehicule in prima parte a anilor 80, (circa 1981). Aceste autobuze aveau motorul in față.  ITB a construit și autobuze articulate derivate din aceste vehicule.